# Botanophila spinosa
Botanophila spinosa är en tvåvingeart som först beskrevs av Camillo Rondani 1866.  Botanophila spinosa ingår i släktet Botanophila och familjen blomsterflugor. Arten är reproducerande i Sverige. Inga underarter finns listade i Catalogue of Life.